# Бартоломей, Иван Алексеевич
Иван Алексеевич Бартоломей (1813—1870) — российский генерал-лейтенант, известный нумизмат, археолог, писатель, член-корреспондент Петербургской Академии наук.

## Биография
Сын А. И. Бартоломея и княжны Черкасской. Родился в Санкт-Петербурге, крещен 7 декабря 1813 года в Морском Богоявленском соборе при восприемстве генерал-майора А. И. Рамбурга и его дочери Марии. Воспитывался сначала под надзором своей бабки, графини Девиер, затем в школе гвардейских подпрапорщиков, откуда 8 ноября 1833 года вышел в прапорщики гвардейского Егерского полка.
В 1850 году в чине капитана отправился на Кавказ. За отличие при Большой Чечне, где он был ранен, произведён в 1851 году в полковники. В 1853 году был послан с дипломатическим поручением в ещё тогда независимую Сванетию, и благодаря его умелому образу действия она добровольно покорилась русскому правительству.
Во время Восточной войны сначала командовал отрядом, назначенным для охранения Абхазской границы и берега Чёрного моря, затем был послан на несколько месяцев в Тегеран, после чего получил поручение усмирить курдские племена при р. Араксе. В 1856 году князь Барятинский назначил его начальником передового отряда левого крыла Кавказской армии. 14 октября 1858 года он был произведён в генерал-майоры, 30 августа 1865 — в генерал-лейтенанты. С 1860 года местом его служебной деятельности стал Тифлис, где он и умер в 1870 году.

## Научная деятельность
Бартоломей был одним из известнейших нумизматов не только русских, но и европейских. Страсть к собиранию монет развилась в нём ещё в юности, но первоначально коллекция его носила характер случайный и научного значения не имела. Под влиянием известного нумизмата Рейхеля Бартоломей решил специализироваться на какой-либо одной эпохе. Он остановился на нумизматике бактрийской, арзакидской и сасанидской, то есть на девяти веках, от Александра Великого до магометанского завоевания Персии.
Основательное изучение этой эпохи по классическим писателям и новейшим исследованиям, переселение на Кавказ и поездки в Персию дали сильнейший толчок его нумизматическим занятиям. Когда шла речь о возможности приобрести редкую монету, он не щадил ни времени, ни трудов, ни денег, вступал в переписку, сам ездил и, наконец, платил огромные цены. За одну монету Хозроя I Бартоломей не пожалел дать 1200 руб. В результате получилась первая в мире коллекция сасанидских и арзахидских монет.

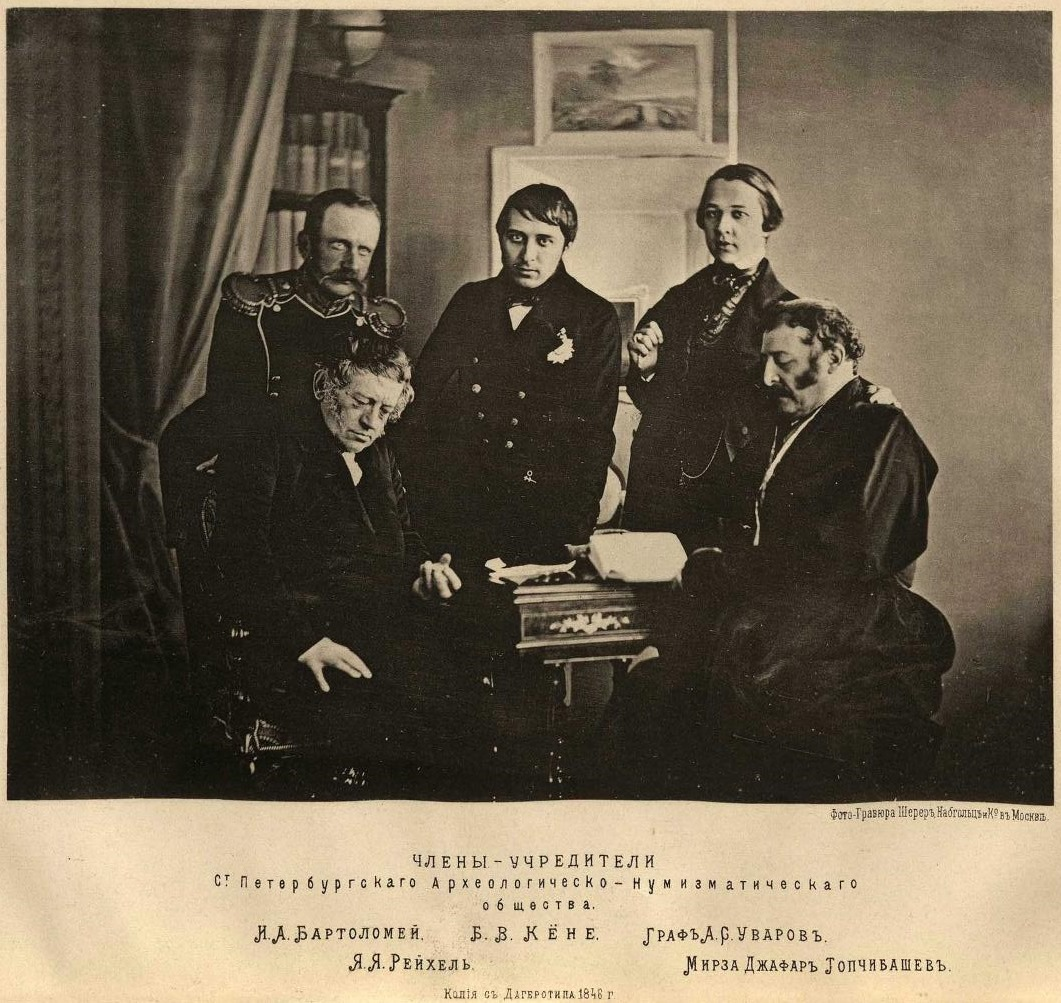
Бартоломей среди учредителей Санкт-Петербургского археологическо-нумизматического общества. 1848

Незадолго до смерти Бартоломей предпринял издание 500 важнейших сасанидских монет своей коллекции, но выхода в свет этого описания он не дождался. Оно было издано академией наук под редакцией академика Дорна и под заглавием: «Collection de monnaies Sassanides de feu le lieutenant géneral J. de Bartholomaei, representée d’aprés les piéces les plus remarquables» (СПб., 1873, 2 изд., 1875). Уже одна эта часть коллекции дает целый ряд точных исторических дат и устанавливает хронологию таких событий, само существование которых еле намечено хронистами.
Помимо нумизматики, Бартоломей имеет заслуги в области кавказской этнографии и филологии. Он описал свою «Поездку в вольную Сванетию в 1853 г.» (Тифлис, 1855) и составил «Абхазский букварь» (Тифлис, 1864) и «Чеченский букварь» (Тифлис, 1866). До того абхазцы и чеченцы своего алфавита не имели. С 1856 года — член-корреспондент СПбАН по историко-филологическому отделению (разряд восточной словесности).

## Награды
Российской империи:
- Орден Св. Владимира 4-й ст. с бантом (1852)
- Орден Св. Анны 2-й ст. (1852); императорская корона к ордену в (1853)
- Орден Св. Владимира 3-й ст. с мечами над орденом (1855)
- Знак отличия беспорочной службы за XX лет (1855)
- Орден Св. Станислава 1-й ст. (1859)
- Орден Св. Анны 1-й ст. (1862); императорская корона к ордену в (1864)
- Золотая сабля с надписью «За храбрость» (2 декабря 1862)
- Орден Св. Владимира 2-й ст. (1867)
- Орден Белого Орла
- Знак отличия беспорочной службы за XX лет (22 августа 1855)
- Медаль «В память войны 1853—1856» на Георгиевской ленте
- Медаль «За покорение Чечни и Дагестана»
- Медаль «За покорение Западного Кавказа»
- Крест «За службу на Кавказе»

Иностранных государств:
- персидский орден Льва и Солнца 2-й ст. со звездой (1855)
- прусский орден Красного орла 2-й ст. со звездой и мечами мечами (1863)